# Jereslavec
Jereslavec este o localitate din comuna Brežice, Slovenia, cu o populație de 156 de locuitori.